# Campionato birmano di calcio
Il campionato birmano di calcio è un insieme di tornei istituiti dalla Federazione calcistica della Birmania (Myanmar Football Federation MFF).
Ha come prima divisione la Lega Nazionale birmana.

## Storia
Il calcio fu importato in Birmania dai britannici che avevano colonizzato l'area a partire dalla seconda metà del XIX secolo.
Sino al 1996 non fu organizzato alcun torneo nazionale ma solo tornei a carattere regionale o con squadre che rappresentavano le varie regioni del paese, noto come campionato Interdistrettuale.
Nel 1996 fu organizzato il primo campionato nazionale per club, la Prima Lega birmana, formata da società in rappresentanza dei vari ministeri od entità statali. Dal 2009 il campionato, che cambiò nome in Lega Nazionale birmana, divenne professionistico e formato da club indipendenti. Dal 2013 è attiva anche una serie cadetta, la MNL-2.